# Sútok Kysuce s Bystricou
Sútok Kysuce s Bystricou este o arie protejată (arie specială de conservare — SAC, sit de importanță comunitară — SCI) din Slovacia întinsă pe o suprafață de 44,89 ha, integral pe uscat.

## Localizare
Centrul sitului Sútok Kysuce s Bystricou este situat la coordonatele 49°24′21″N 18°50′00″E / 49.40571°N 18.833279°E.

## Înființare
Situl Sútok Kysuce s Bystricou a fost declarat sit de importanță comunitară în septembrie 2015 pentru a proteja 6 specii de animale. Situl a fost protejat și ca arie specială de conservare în octombrie 2017.

## Biodiversitate
Situată în ecoregiunea alpină, aria protejată conține 2 habitate naturale: Liziere de ierburi înalte hidrofile de câmpie și de nivel montan până la alpin, Păduri aluvionare cu Alnus glutinosa și Fraxinus excelsior (Alno-Padion, Alnion incanae, Salicion albae).
La baza desemnării sitului se află mai multe specii protejate:
- păsări (1): ferestrașul mare (Mergus merganser)
- amfibieni (1): izvoraș-cu-burta-galbenă (Bombina variegata)
- mamifere (1): vidră de râu (Lutra lutra)
- pești (3): zglăvoacă (Cottus gobio), lostriță (Hucho hucho), dunăriță (Sabanejewia aurata)

Pe lângă speciile protejate, pe teritoriul sitului au mai fost identificate 2 specii de amfibieni, 3 specii de reptile.